# Psychotria bhargavae
Psychotria bhargavae là một loài thực vật có hoa trong họ Thiến thảo. Loài này được M.G.Gangop. & Chakrab. miêu tả khoa học lần đầu năm 1989.